# Plautdietsch
El plautdietsch, plódich o bajo alemán menonita es el idioma hablado por los descendientes de los menonitas en Rusia que viven apartados conservando sus tradiciones. Es una variedad del bajo prusiano, dentro del bajo alemán oriental, la cual fue desarrollada por los ancestros de estas personas durante los siglos XVI y XVII, mientras estuvieron radicados en el delta del río Vístula, en el Reino de Prusia (actual Polonia). 
Desde que se trasladaron al Imperio ruso como consecuencia de la invitación a poblar que les hiciera la emperatriz Catalina II de Rusia en el siglo XVIII, estos grupos son conocidos como menonitas de Rusia (lo cual no significa que sean étnicamente rusos, sino solo que se trasladaron todos allí para vivir de manera aislada). 
Un siglo más tarde, los menonitas de Rusia emigraron a Canadá y, desde allí, a diferentes países de América, lugares donde hoy continúan hablando el bajo alemán menonita.

## Historia
De origen principalmente frisón, flamenco y bajo sajón, los ancestros de los menonitas de Rusia adoptaron el dialecto del bajo alemán perteneciente al conjunto de las lenguas bajogermánicas que se hablaba en la Prusia occidental, pero mantuvieron algo del vocabulario holandés mientras vivieron en el delta del río Vístula de la Prusia imperial desde 1550 hasta 1790 aproximadamente. En la segunda mitad del siglo XVIII, el Imperio ruso invitó a alemanes no menonitas del centro y sur de Alemania a poblar la región del Volga (los cuales serían conocidos desde entonces como alemanes del Volga) y también invitó a los menonitas afincados en el reino de Prusia a fundar sus colonias en esa misma región. Más tarde, Rusia también invitó a más alemanes no menonitas a poblar la región del Mar Negro, en tierras ganadas al Imperio otomano y renombradas como Nueva Rusia, actual Ucrania (los cuales serían conocidos desde entonces como alemanes del mar Negro). Los menonitas también recibieron la invitación de radicarse en la actual Ucrania (por entonces parte del Imperio ruso) fundando como primer asentamiento allí la colonia Chortitza. Más alemanes no menonitas también fueron invitados a poblar otras regiones de Rusia y son conocidos genéricamente como alemanes de Rusia. Así, la llegada de los menonitas a Rusia se produjo dentro de un proceso mayor originado a partir de las políticas del Imperio ruso tendientes a poblar su territorio con comunidades germanas.
Aproximadamente un siglo después, muchos de sus descendientes emigraron a América, especialmente Canadá y en menor medida Estados Unidos. Años más tarde, las políticas de asimilación implementadas por Canadá hicieron que los más conservadores emigrasen a México, Paraguay, Belice, Bolivia, Argentina y otros países, siempre en busca de lugares donde sus costumbres sean respetadas.
Actualmente, el plautdietsch se habla en México (alrededor de 100 000 personas, especialmente en Chihuahua, Durango, Zacatecas, Aguascalientes y Campeche), Alemania (100 000), Bolivia (150.000), Paraguay (40 000 personas en Filadelfia, Loma Plata, Neuland), Canadá (particularmente Manitoba, Saskatchewan y Ontario), Brasil (10 000 en Curitiba, Palmeira, Witmarsum y Colônia Nova), Belice (10 000), Argentina (2000 en Guatraché, Pampa de los Guanacos, Las Delicias, Nueva Galia y San José de Metán) y los Estados Unidos (Kansas, Nebraska, Seminole).
Hay dos dialectos principales de esta lengua, que trazan sus diferencias a las dos colonias originales establecidas en la actual Ucrania: la Chortitza o Colonia Vieja y Molotschna o Colonia Nueva. Hoy en día, los descendientes de los menonitas que permanecieron en Canadá hablan casi exclusivamente inglés y se encuentran asimilados en gran medida, ya que sus familias eran las más liberales entre los menonitas y por eso las políticas de asimilación que había aplicado Canadá no hicieron que emigrasen. Por ejemplo, Homer Groening, padre de Matt Groening (creador de Los Simpson), aprendió plautdietsch de niño en Saskatchewan en la década de 1920, pero Matt nunca lo aprendió.

## Comparación con idiomas relacionados
El plautdietsch tiene una base del bajo sajón y, por ende, no sufrió los efectos de la mutación consonántica que separó al alto alemán del bajo alemán y del resto de los idiomas germánicos. Se trata entonces de un dialecto del alemán que, filológicamente hablando, se encuentra más alejado del alto alemán (Hochdeutsch) o escrito que, por ejemplo, el yiddish que hablan muchos judíos. Así podemos notar las siguientes diferencias: 

### Efectos de la mutación consonántica alemana
Plautdietsch no participó en la mutación consonántica alemana pero conservó las consonantes originales, al igual que el bajo alemán, el holandés y el inglés.
|                     | Alemán estándar | Bajo alemán | Plautdietsch | Neerlandés | Inglés                     | Español   |
| ------------------- | --------------- | ----------- | ------------ | ---------- | -------------------------- | --------- |
| pf, f = p           | Pfeife          | Piep        | Piep         | pijp       | pipe                       | pipa      |
| pf, f = p           | Apfel           | Appel       | Aupel        | appel      | apple                      | manzana   |
| z, s, ss, ß = t     | Zunge           | Tung        | Tung         | tong       | tongue                     | lengua    |
| z, s, ss, ß = t     | was             | wat         | waut         | wat        | what                       | qué       |
| z, s, ss, ß = t     | essen           | eten        | äten         | eten       | to eat                     | comer     |
| z, s, ss, ß = t     | Fuß             | Foot        | Foot         | voet       | foot                       | pie       |
| ch = k              | machen          | maken       | moaken       | maken      | to make                    | hacer     |
| t = d               | tun             | doon        | doone(n)     | doen       | to do                      | hacer     |
| t = d               | Teil            | Deel        | Deel         | deel       | part (cog. "dole", "deal") | parte     |
| b = w (sonido v), f | Leben           | Lewen       | Läwe(n)      | leven      | life                       | vida      |
| b = w (sonido v), f | Korb            | Korf        | Korf         | mand       | basket                     | canasta   |
| Inglés th = d       | danken          | danken      | danken       | danken     | to thank                   | agradecer |

Al igual que el frisón, el neerlandés y el bajo alemán, el plautdietsch solo muestra la mutación de th hacia d.

### Mutaciones vocálicas en varios idiomas germánicos
| Sonido original | Alemán estándar | Bajo alemán | Plautdietsch              | Neerlandés  | Inglés      | Español |
| --------------- | --------------- | ----------- | ------------------------- | ----------- | ----------- | ------- |
| ī               | Wein [IPA vain] | Wien [vin]  | Wien [vin]                | wijn [vεɪn] | wine [wain] | vino    |
| ȳ               | neu [IPA nɔɪ]   | nü [ny]     | nie [ni]                  | nieuw       | new         | nuevo   |
| ū               | Haus            | Huus        | Hus [Mol: hus, OCol: hys] | huis        | house       | casa    |

Mientras que el neerlandés, el inglés y el alemán sufrieron cambios vocálicos parecidos, el plautdietsch solo juntó el sonido y (como la u francesa o ü alemana) con la i, en tanto que la u se conservò en el dialecto molotschna. En el dialecto de la Colonia Vieja, esta se modificó hacia y.

### Desarrollos propios

#### Disminución de vocales
|                        | Alemán         | Plautdietsch  | Español        |
| ---------------------- | -------------- | ------------- | -------------- |
| i abierta -> e abierta | Fisch          | Fesch         | pez, pescado   |
| e abierta -> a         | helfen, rennen | halpen, ranen | ayudar, correr |
| u abierta -> o abierta | Luft, Brust    | Loft, Brost   | aire, pecho    |
| a corta -> au [ɑ]      | Mann, Hand     | Maun, Haunt   | hombre, mano   |

#### Redondeo de vocales
|                      | Alemán     | Plautdietsch | Español              |
| -------------------- | ---------- | ------------ | -------------------- |
| ü larga = ie, ee     | grün, über | jreen, äwa   | verde, sobre (prep.) |
| ö larga = ee         | schön      | scheen       | hermoso              |
| eu, ei [ai] = ei [ɛ] | Heu, rein  | Hei, rein    | heno, limpio         |
| ü corta = e          | dünn       | denn         | delgado              |
| ö corta = e, a       | Götter     | Jetta        | dioses               |

#### Diptonguización antes de g, k, ch [IPA x], r, pérdida de r
| Alemán       | Plautdietsch   | Español       |
| ------------ | -------------- | ------------- |
| Herz         | Hoat           | corazón       |
| machen       | moaken         | hacer         |
| fragen       | froagen        | preguntar     |
| suchen       | sieekjen       | buscar        |
| hoch         | huach          | alto          |
| Korn, Körner | Kuarn, Kjieena | grano, granos |

#### Otras equivalencias
|                          | Alemán                | Plautdietsch          | Español        |
| ------------------------ | --------------------- | --------------------- | -------------- |
| a larga = o              | Wasser, Vater         | Wota, Voda            | agua, padre    |
| e abierta = ee [ɔɪ]      | Seele [zeːlə]         | Seel [zɔɪl]           | alma           |
| ei = ee [ɔɪ]             | eins, zwei, drei [ai] | eent, twee, dree [ɔɪ] | uno, dos, tres |
| o, u cerradas, = oo [ɔʊ] | rot, Hut              | root, Hoot            | rojo, sombrero |

#### Palatalización
Todas las palabras con una g o k (incluyendo las que se modificaron en el alto alemán hacia ch) delante o detrás de una vocal delantera (e, i, sin contar la e neutra schwa) mutaron a j (sonido que corresponde a la y española) y c (que suele escribirse kj o tj), incluso si hay una consonante en medio. Una g intervocálica se transformó en ɟ, y suele escribirse gj o dj. En aquellas palabras donde una e se disminuyó hacia a, la consonante palatal se mantuvo. Lo mismo ocurrió con el sonido ç.
| Alemán  | Plautdietsch | Español |
| ------- | ------------ | ------- |
| gestern | jistren      | ayer    |
| geben   | jäwen        | dar     |
| Kirche  | Kjoakj       | iglesia |
| Brücke  | Brigj        | puente  |
| Milch   | Malkj        | leche   |
| recht   | rajcht       | derecho |

### Números
| 0-9       | 0 null   | 1 eent       | 2 twee              | 3 dree             | 4 vea              | 5 fiew             | 6 sas             | 7 säwen               | 8 acht                | 9 näajen                |
| 10-19     | 10 tieen | 11 alf       | 12 twalf            | 13 drettieen       | 14 vieetieen       | 15 feftieen        | 16 sastieen       | 17 säwentieen         | 18 achttieen          | 19 näajentieen          |
| 20-90     | 0 null   | 10 tieen     | 20 twintich         | 30 dartich         | 40 vieetich        | 50 feftich         | 60 zastich        | 70 zäwentich          | 80 tachentich         | 90 näajentich           |
| 0-99      | 0 null   | 11 alw       | 22 twee un twintich | 33 dree un dartich | 44 vea un vieetich | 55 fiew un feftich | 66 sas un zastich | 77 säwen un zäwentich | 88 acht un tachentich | 99 näajen un näajentich |
| ordinal   |          | 1st ieeschta | 2d tweeda           | 3d dredda          | 4th vieeda         | 5th fefta          | 6th sasta         | 7th säwenda           | 8th achta             | 9th näajenda            |
| partitive |          |              | 1/2 haulf, de Halft | 1/3 een Dreddel    | 1/4 een Vieedel    | 1/5 een Feftel     | 1/6 een Sastel    | 1/7 een Säwendel      | 1/8 een Achtel        | 1/9 een Näajendel       |